# Valgkredse til Repræsentanternes Hus i Australien
Der er 150 valgkredse til Repræsentanternes Hus i Australien, kaldet Divisions, som hver vælger en repræsentant til Australiens Repræsentanternes Hus. De betegnes ofte electorates (valgkredse) eller seats (sæder). Hver valgkreds vælger et medlem til Repræsentanternes hus, så valgkredsene er enkeltmandskredse.

## Opdeling
Valgkredse er opdelt inden for Australiens delstater og territorier ifølge bestemmelserne i afsnit 24 i Australiens Grundlov og i Valgloven I almindelighed er opdelingen baseret på vælgertallet i delstaterne og territorierne, med følgende forbehold:
- Hver oprindelig stat skal have mindst 5 repræsentanter (en bestemmelse, som giver Tasmanien større repræsentation end øens folketal egentlig ville medføre)
- Forfatningen foreskriver, at Repræsentanternes Hus skal have tilnærmelsesvis dobbelt så mange medlemmer som Senatet

Inden for hver delstat og territorium må valgkredsenes grænser justeres i en proces, som benævnes omfordeling mindst hvert syvende år, eller når delstatens ret til antal medlemmer af parlamentet ændrer sig. Grænserne trækkes af en omfordelingskomite (Redistribution Committee), og fordelingen inden for en delstat sker på grundlag af antallet af vælgere på valglisten (enrolled voters) og ikke efter det totale befolkningstal.
Inden for hver delstat og territorium må antallet af valglisteoptagne vælgere i hver valgkreds ikke afvige mere end 10% fra gennemsnittet i delstaten, og antallet må heller ikke afvige mere end 3,5% fra det gennemsnitlige antal vælgere, som vil optræde i løbet af de kommende tre og et halvt år ifølge en fremskrivning af antallet.

## Navngivning
Valgkredsene til Repræsentanternes hus er usædvanlige ved, at mange af dem ikke er navngivet efter geografiske navne eller nummereret, som det oftest er tilfældet for valgkredse andre steder i verden. De fleste har navn til ære for prominente historiske personer som tidligere politikere (ofte premierministre), opdagelsesrejsende, kunstnere eller ingeniører.
I nogle tilfælde, hvor en valgkreds har navn efter en geografisk lokalitet, er forbindelsen til den lokalitet temmelig spinkel. For eksempel fik valgkredsen Werriwa, som oprettedes i 1901, navn efter aboriginernes ord for Lake George i Canberra-regionen. Men Lake George har ikke ligget i valgkredsen Werriwa i mange årtier og er langsomt blevet flyttet omkring 200 km nordpå til Sydneys sydvestlige forstæder i løbet af det sidste århundrede.
Omfordeling samt oprettelse og nedlæggelse af valgkredse henhører under Australien valgkommission, AEC. Nogle af de kriterier, som AEC bruger ved navngivning af nye valgkredse er :
- Valgkredse navngives efter afdøde australiere, som har ydet fremragende indsats for deres land, med særligt henblik på tidligere premierministre
- Behold det oprindelige navn på valgkredse, som blev nævnt i Australiens Føderationslov i 1901
- Undgå navne på geografiske lokaliteter
- Brug aboriginernes navne, hvor det er passende
- giv ikke flere statslige valgkredse samme navn

## Commonwealth valgkredse
Kortene nedenfor viser valgkredsgrænserne, som de var fastlagt ved Australiens valg 2010.

### New South Wales
Der er 48 valgkredse: 
|  |  |  |

| - Banks - Barton - Bennelong - Berowra - Blaxland - Bradfield - Calare - Charlton - Chifley - Cook - Cowper - Cunningham - Dobell - Eden-Monaro - Farrer | - Fowler - Gilmore - Grayndler - Greenway - Hughes - Hume - Hunter - Kingsford Smith - Lindsay - Lyne - Macarthur - Mackellar - Macquarie - McMahon - Mitchell | - New England - Newcastle - North Sydney - Page - Parkes - Parramatta - Paterson - Reid - Richmond - Riverina - Robertson - Shortland - Sydney - Throsby - Warringah | - Watson - Wentworth - Werriwa |

### Victoria
|  |  |  |

There are 37 Divisions:
| - Aston - Ballarat - Batman - Bendigo - Bruce - Calwell - Casey - Chisholm - Corangamite - Corio - Deakin - Dunkley - Flinders - Gellibrand - Gippsland | - Goldstein - Gorton - Higgins - Holt - Hotham - Indi - Isaacs - Jagajaga - Kooyong - Lalor - La Trobe - McEwen - McMillan - Mallee - Maribyrnong | - Melbourne - Melbourne Ports - Menzies - Murray - Scullin - Wannon - Wills |

### Queensland
Der er 30 valgkredse:
|  |  |  |

| - Blair - Bonner - Bowman - Brisbane - Capricornia - Dawson - Dickson - Fadden - Fairfax - Fisher - Flynn - Forde - Griffith - Groom - Herbert | - Hinkler - Kennedy - Leichhardt - Lilley - Longman - Maranoa - McPherson - Moncrieff - Moreton - Oxley - Petrie - Rankin - Ryan - Wide Bay - Wright |

### Western Australia
Der er 15 valgkredse:
|  |  |  |

- Brand
- Canning
- Cowan
- Curtin
- Durack
- Forrest
- Fremantle
- Hasluck
- Moore
- O'Connor
- Pearce
- Perth
- Stirling
- Swan
- Tangney

### South Australia
Der er 11 valgkredse:
|  |  |

- Adelaide
- Barker
- Boothby
- Grey
- Hindmarsh
- Kingston
- Makin
- Mayo
- Port Adelaide
- Sturt
- Wakefield

### Tasmanien
Der er 5 valgkredse:
|  |

- Bass
- Braddon
- Denison
- Franklin
- Lyons

### Territorierne
|  |  |  |

Australian Capital Territory
Der er 2 valgkredse:
- Canberra
- Fraser (omfatter også Jervis Bay Territory)

Northern Territory
Der er 2 valgkredse:
- Lingiari (omfatter også Christmas Island og Cocosøerne)
- Solomon

## Nedlagte valgkredse
Nedenstående australske valgkredse er nedlagt og findes ikke længere:
| - Angas (1903-34) (SA) - Angas (1949-77) (SA) - Australian Capital Territory - Balaclava (VIC) - Barrier (NSW) - Bland (NSW) - Bonython (SA) - Bourke (VIC) - Burke (1949-55) (VIC) - Burke (1969-2004) (VIC) - Canobolas (NSW) - Cook (1906-55) (NSW) - Coolgardie (WA) - Corinella (1901-06) (VIC) - Corinella (1990-96) (VIC) - Dalley (NSW) | - Dampier (WA) - Darebin (VIC) - Darling (NSW) - Darling Downs (QLD) - Darwin (TAS) - Diamond Valley (VIC) - Dundas (NSW) - East Sydney (NSW) - Echuca (VIC) - Evans (NSW) - Fawkner (VIC) - Grampians (VIC) - Gwydir (NSW) - Hawker (SA) - Henty (VIC) - Higinbotham (VIC) | - Hoddle (VIC) - Illawarra (NSW) - Isaacs (1949-69) (VIC) - Kalgoorlie (WA) - Laanecoorie (VIC) - Lang (NSW) - Lawson (NSW) - Lowe (NSW) - Martin (NSW) - Mernda (VIC) - Moira (VIC) - Namadgi (ACT) - Nepean (NSW) - Northern Melbourne (VIC) - Northern Territory - Oxley (1901-34) (QLD) | - Parkes (1901-69) (NSW) - Phillip (NSW) - Riverina-Darling (NSW) - Scullin (1955-69) (VIC) - South Australia (SA) - South Sydney (NSW) - Southern Melbourne (VIC) - St George (NSW) - Streeton (VIC) - Tasmanien (TAS) - Watson (1934-69) (NSW) - West Sydney (NSW) - Wilmot (TAS) - Wimmera (VIC) - Yarra (VIC) |